# Beige
Beige, llamado en España también beis y en Hispanoamérica asimismo beich (también conocido como ocre rosa u ocre castaño claro), en un sentido no específico, puede ser un color blanco sucio, marrón claro, castaño claro, ocre anaranjado o rosa ocráceo. Específicamente se trata de un naranja muy claro, de saturación débil, cuyo referente original es la coloración de la lana cruda, sin teñir.
En el habla coloquial, se lo hace llamar color café con leche debido a su analogía con el color de dicha bebida. En algunos casos, también se le llama crema o arena, aunque estas denoten también tonalidades diferentes.
Proveniente del acervo iconolingüístico tradicional de la cultura francesa, este color se ha extendido al repertorio cromático internacional.

## Etimología y fonética
Beige (pronunciación francesa: [ ˈbɛʒ ]ⓘ) es una palabra francesa que significa «sin teñir».
La grafía beish es recomendada ser evitada por prescriptivistas lingüísticos.

## Usos
- Forma parte del vocabulario cromático tradicional de la moda y el interiorismo,[4] y es de uso común como color de vestimenta y uniformes.
- En Chile se usa frecuentemente para los delantales de los escolares varones.
- En Estados Unidos es el color del libro que edita la Reserva Federal para explicar sus perspectivas económicas (The Beige Book).[8]
- En Venezuela se usa en las camisetas de cuarto y quinto año (sexto año en escuelas técnicas) de las escuelas secundarias públicas, comúnmente llamadas liceos.

### Otros ejemplos
| Nombre                          | Muestra | Cod. Hex. | RGB | RGB | RGB | HSV | HSV | HSV |
| ------------------------------- | ------- | --------- | --- | --- | --- | --- | --- | --- |
| Arena                           |         | #ECE2C6   | 236 | 226 | 198 | 44° | 16% | 93% |
| Beige, crema, marfil o vainilla |         | #F3E5AB   | 243 | 229 | 171 | 48° | 30% | 95% |
| Beige (automotriz)              |         | #F2E7BF   | 242 | 231 | 191 | 47° | 21% | 95% |
| Beige (Pantone)                 |         | #D4B996   | 212 | 185 | 150 | 34° | 29% | 83% |
| Beige (francés)                 |         | #C8AD7F   | 200 | 173 | 127 | 38° | 37% | 78% |

### Color HTML
Un beige muy claro y amarillento (correspondiente a una de las acepciones del color beige en idioma inglés) es uno de los colores HTML establecidos por protocolos informáticos para su uso en páginas web. En programación es posible invocarlo por su nombre, además de por su valor hexadecimal. Véase colores HTML.
|           | Beige             |
| HTML      | #F5F5DC           |
| RGB       | (245, 245, 220)   |
| HSV       | (60°, 10 %, 96 %) |
| Protocolo | X11               |

## Galería

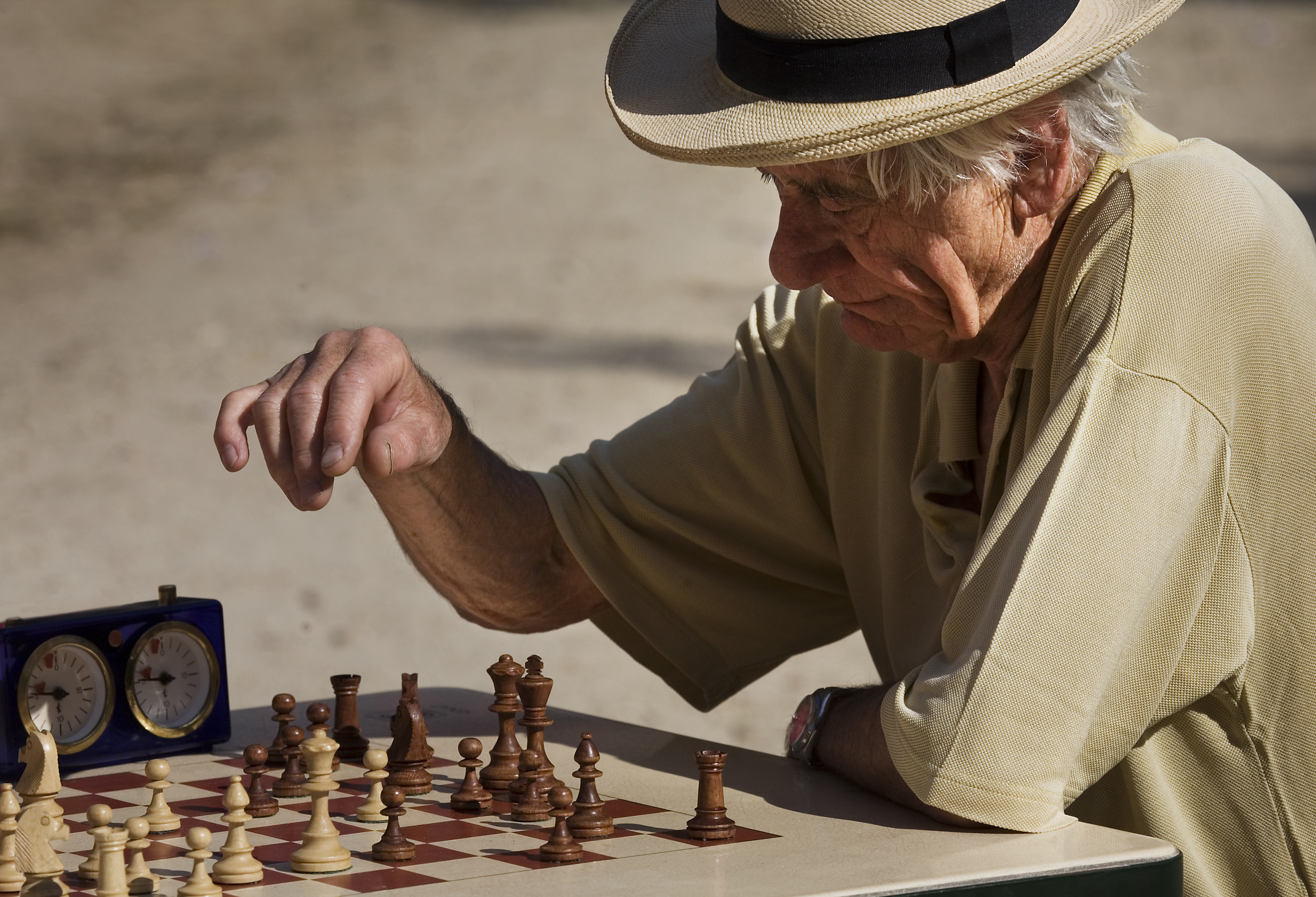
Indumentaria beige en París
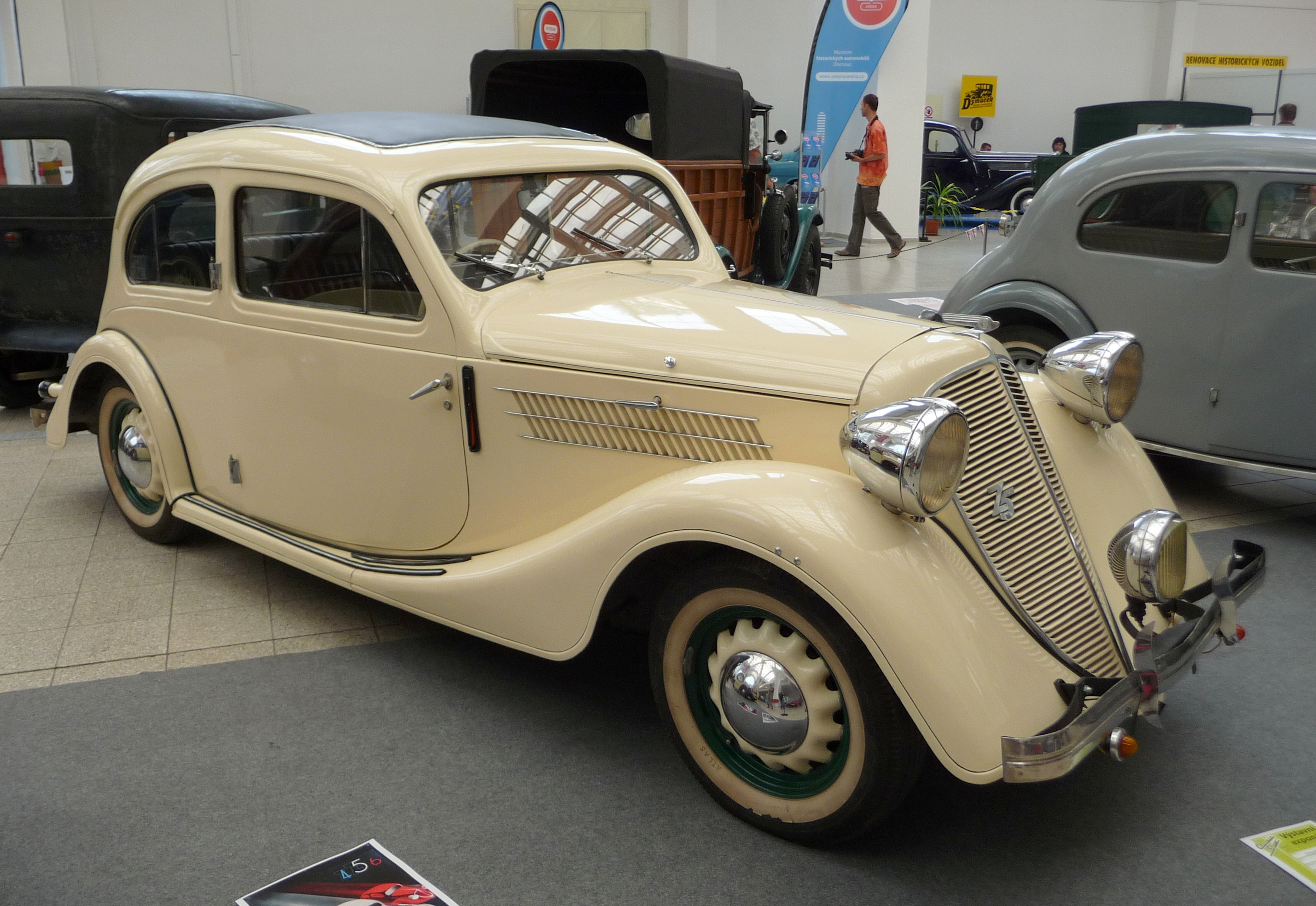
Automóvil checoslovaco de la preguerra (1936-2011)
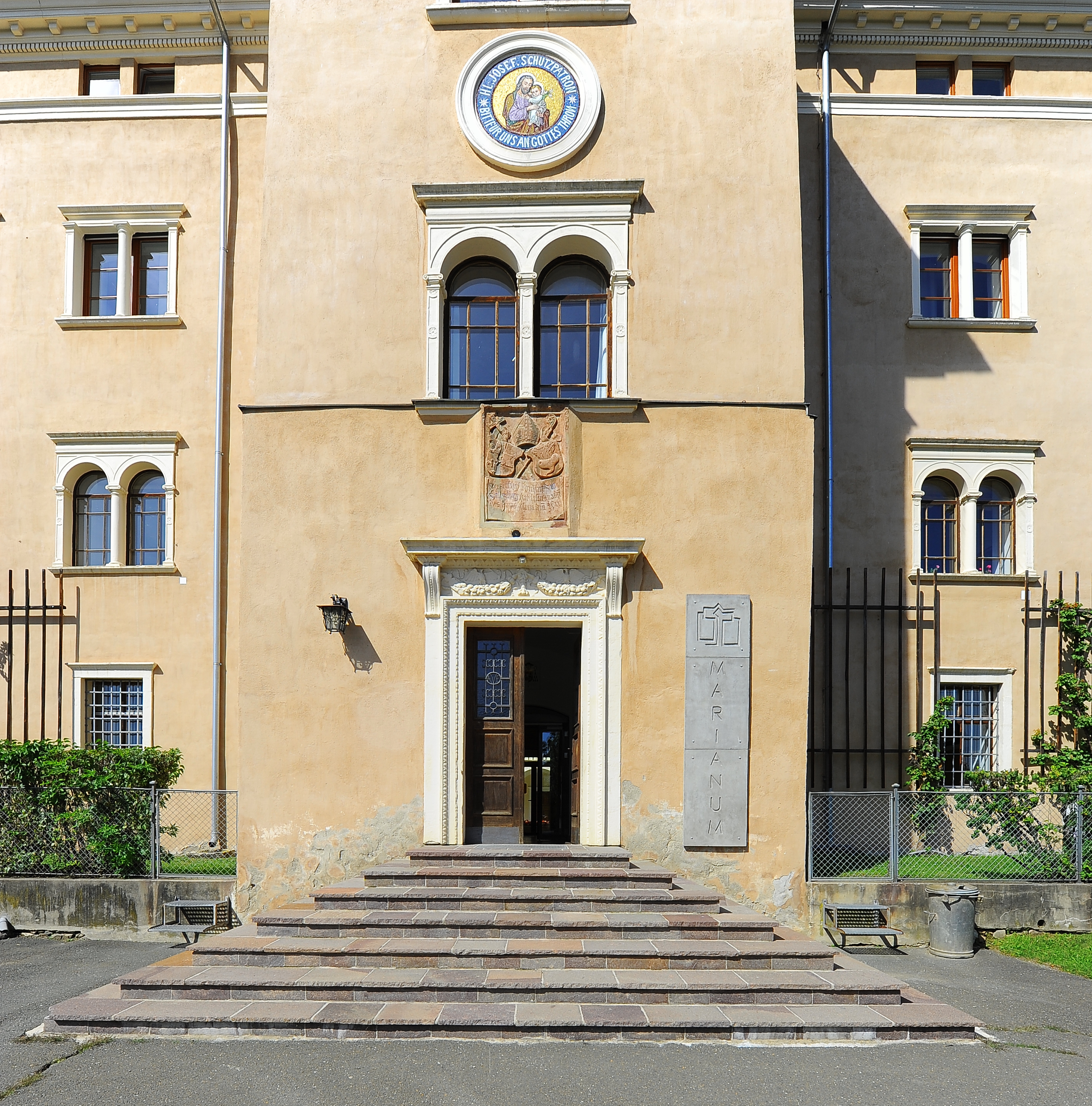
Entrada de un castillo austríaco
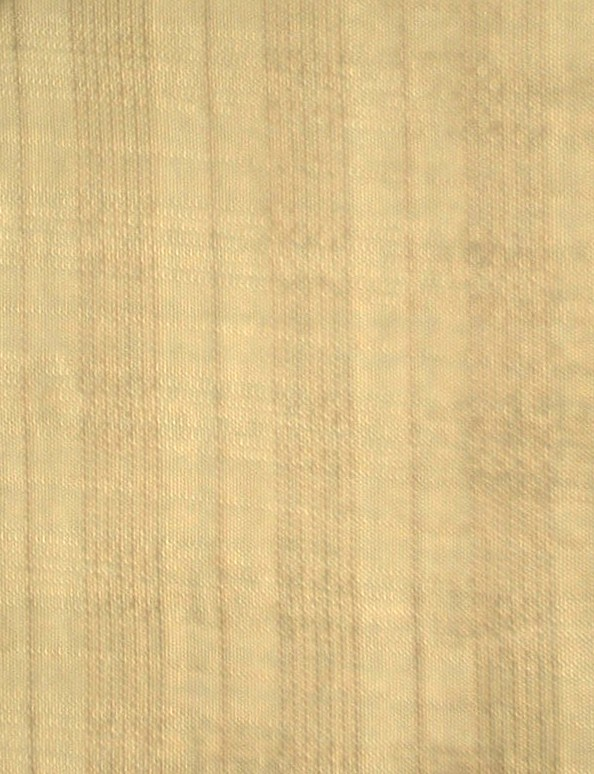
Pieza textil de acetato de celulosa